# Saint-Pierre-de-Lamps
Pour l’article homonyme, voir Saint-Pierre.
Saint-Pierre-de-Lamps est une ancienne commune française située dans le département de l'Indre en région Centre-Val de Loire, devenue le 1er janvier 2019, une commune déléguée au sein de la commune nouvelle de Levroux.

## Géographie

### Localisation
La commune était située dans le nord-ouest du département, dans la région naturelle du Boischaut Nord.
Les communes limitrophes étaient : Sougé (2 km), Frédille (4 km), Francillon (5 km), Argy (7 km) et Levroux (8 km).
Les communes chefs-lieux et préfectorales étaient : Levroux (8 km), Châteauroux (23 km), Issoudun (36 km), La Châtre (56 km) et Le Blanc (51 km).

### Hameaux et lieux-dits
Les hameaux de la commune étaient : Touche Brune, Neffe et le Grand Nau.

### Géologie et hydrographie
La commune était classée en zone de sismicité 2, correspondant à une sismicité faible.
Le territoire communal possédait les sources de la rivière Lamps.

### Climat
| Mois                                                     | jan.             | fév.             | mars             | avril           | mai             | juin             | jui.            | août            | sep.            | oct.            | nov.            | déc.             | année            |
| -------------------------------------------------------- | ---------------- | ---------------- | ---------------- | --------------- | --------------- | ---------------- | --------------- | --------------- | --------------- | --------------- | --------------- | ---------------- | ---------------- |
| Température minimale moyenne (°C)                        | 1,3              | 1,3              | 3,5              | 5,3             | 9,2             | 12,4             | 14,4            | 14,3            | 11,2            | 8,5             | 4,1             | 1,8              | 7,3              |
| Température moyenne (°C)                                 | 4,2              | 4,9              | 8                | 10,4            | 14,4            | 17,8             | 20,2            | 20              | 16,6            | 12,8            | 7,5             | 4,7              | 11,8             |
| Température maximale moyenne (°C)                        | 7,1              | 8,6              | 12,6             | 15,5            | 19,6            | 23,1             | 26              | 25,6            | 21,9            | 17,1            | 11              | 7,6              | 16,3             |
| Record de froid (°C) date du record                      | −22,8 16-01-1985 | −22,8 14-02-1929 | −10,8 01-03-2005 | −4,2 07-04-1929 | −1,4 11-05-1928 | 1,2 01-06-1936   | 4 10-07-1948    | 4,5 06-08-1967  | 0 30-09-1936    | −5,2 30-10-1997 | −8,7 24-11-1998 | −17 10-12-1967   | −22,8 16-01-1985 |
| Température maximale la plus basse (°C) date du record   | −14,9 16-01-1985 | −10,8 02-03-1956 | −1,9 05-04-1971  | 1,5 06-04-1911  | 6,9 04-05-1977  | 11,1 09-06-1956  | 12,8 19-07-1966 | 13,9 31-08-2007 | 9,5 29-09-1919  | 2,8 27-10-1931  | −2,9 22-11-1993 | −10,2 20-12-1938 | −14,9 16-01-1985 |
| Température minimale la plus haute (°C) date du record   | 12 02-01-1916    | 12,1 27-02-1960  | 14,9 11-03-1981  | 14,5 28-04-1913 | 18 12-05-1912   | 22,3 28-06-2005  | 23 21-07-1995   | 23,3 06-08-2018 | 20,5 05-09-2017 | 18,9 01-10-2001 | 15,1 07-11-1954 | 13,4 04-12-1961  | 23,3 06-08-2018  |
| Record de chaleur (°C) date du record                    | 18,5 05-01-1999  | 24 27-02-2019    | 28 25-03-1955    | 31,5 22-04-1893 | 34,5 29-05-1944 | 37,7 26-06-1947  | 40,2 28-07-1947 | 40,5 02-08-1906 | 38 01-09-1906   | 30,3 07-10-2009 | 24,5 02-11-1899 | 20,5 16-12-1989  | 40,5 02-08-1906  |
| Ensoleillement (h)                                       | 72,1             | 91,9             | 155,6            | 178,5           | 208,6           | 210,4            | 231,7           | 235,5           | 189,5           | 128,3           | 79,6            | 59               | 1 840,7          |
| ETp Penman (mm)                                          | 13,8             | 23,2             | 56,1             | 82,1            | 112,9           | 132,8            | 147,8           | 131,5           | 79,5            | 41,3            | 15,9            | 10,2             | 847,1            |
| Record de vent (km/h) date du record                     | 105,4 NC         | 132,1 23-02-2009 | 126 NC           | 104,4 NC        | 94,5 NC         | 109,8 13-06-2002 | 104,4 NC        | 115,2 NC        | 104,4 NC        | 97,2 NC         | 100,8 NC        | 126 NC           | 132,1 NC         |
| Record de la pression la plus basse (hPa) date du record | 973,1 NC         | 965 NC           | 983,7 NC         | 981,8 NC        | 989,6 NC        | 991,6 NC         | 978,2 NC        | 996,9 NC        | 989,9 NC        | 980,1 NC        | 973 NC          | 967,9 NC         | 965 NC           |
| Record de la pression la plus haute (hPa) date du record | 1 045,1 NC       | 1 043,4 NC       | 1 046,7 NC       | 1 035,7 NC      | 1 033,5 NC      | 1 047,5 NC       | 1 030,6 NC      | 1 030,6 NC      | 1 034,9 NC      | 1 035,6 NC      | 1 040,2 NC      | 1 045,6 NC       | 1 047,5 NC       |
| Précipitations (mm)                                      | 59,2             | 48,8             | 52,1             | 65,8            | 73,3            | 54,9             | 56,6            | 56,1            | 64,3            | 73,8            | 64,9            | 67,3             | 737,1            |
| Record de pluie en 24 h (mm) date du record              | 48,7 20-01-1910  | 29,7 05-02-1955  | 32,4 29-03-1978  | 42,6 18-04-1964 | 54,1 12-05-1910 | 67,6 04-06-2002  | 60,4 08-07-1919 | 66,1 29-08-1945 | 58,6 17-09-1975 | 43 29-10-1981   | 35,2 05-11-1962 | 51,6 24-12-1995  | 67,6 04-06-2002  |
| dont nombre de jours avec précipitations ≥ 1 mm          | 4,9              | 5,3              | 5                | 5,8             | 6,2             | 7,5              | 7,4             | 7,2             | 8,3             | 6,4             | 5,7             | 5,9              | 6,3              |

| Diagramme climatique                                  |            |             |             |             |              |            |              |              |             |           |            |
| J                                                     | F          | M           | A           | M           | J            | J          | A            | S            | O           | N         | D          |
| 7,11,359,2                                            | 8,61,348,8 | 12,63,552,1 | 15,55,365,8 | 19,69,273,3 | 23,112,454,9 | 2614,456,6 | 25,614,356,1 | 21,911,264,3 | 17,18,573,8 | 114,164,9 | 7,61,867,3 |
| Moyennes : • Temp. maxi et mini °C • Précipitation mm |            |             |             |             |              |            |              |              |             |           |            |

### Voies de communication et transports
Le territoire communal était desservi par les routes départementales : 7, 23 et 28.
La gare ferroviaire la plus proche était la gare de Châteauroux, à 25 km.
Saint-Pierre-de-Lamps était desservie par la ligne S du Réseau de mobilité interurbaine.
L'aéroport le plus proche était l'aéroport de Châteauroux-Centre, à 25 km.
Le territoire communal était traversé par le sentier de grande randonnée de pays de Valençay.

## Urbanisme

### Logement
Le tableau ci-dessous présentait le détail du secteur des logements de la commune :
| Date du relevé                                              | 2013   |
| Nombre total de logements                                   | 32     |
| Résidences principales                                      | 68,8 % |
| Résidences secondaires                                      | 12,5 % |
| Logements vacants                                           | 18,8 % |
| Part des ménages propriétaires de leur résidence principale | 63,6 % |

## Toponymie
Durant la Révolution française, pour suivre le décret de la Convention du 25 vendémiaire an II invitant les communes ayant des noms pouvant rappeler les souvenirs de la royauté, de la féodalité ou des superstitions, à les remplacer par d'autres dénominations, la commune change de nom pour Lamps-la-Colline.

## Histoire
Le 1er janvier 2019, la commune a rejoint la commune nouvelle de Levroux par un arrêté préfectoral du 24 août 2018.

## Politique et administration
La commune dépendait de l'arrondissement de Châteauroux, du canton de Levroux, de la deuxième circonscription de l'Indre et de la communauté de communes de la Région de Levroux.
| Période                                  | Période          | Identité             | Étiquette | Qualité           |
| ---------------------------------------- | ---------------- | -------------------- | --------- | ----------------- |
| avant 1981                               | ?                | Firmin Auger         |           |                   |
| mars 2001                                | mars 2008        | André Tissier        | ?         | ?                 |
| mars 2008,                               | 31 décembre 2018 | Patrick Grenouilloux | DVG       | Expert judiciaire |
| Les données manquantes sont à compléter. |                  |                      |           |                   |

| Période         | Période        | Identité             | Étiquette | Qualité           |
| --------------- | -------------- | -------------------- | --------- | ----------------- |
| 14 janvier 2019 | 3 juillet 2020 | Patrick Grenouilloux | DVG       | Expert judiciaire |
| 3 juillet 2020  | En cours       | Michel Sémion        |           | Agriculteur       |

## Population et société

### Démographie
L'évolution du nombre d'habitants est connue à travers les recensements de la population effectués dans la commune depuis 1793. Pour les communes de moins de 10 000 habitants, une enquête de recensement portant sur toute la population est réalisée tous les cinq ans, les populations de référence des années intermédiaires étant quant à elles estimées par interpolation ou extrapolation. Pour la commune, le premier recensement exhaustif entrant dans le cadre du nouveau dispositif a été réalisé en 2008.

En 2016, la commune comptait 53 habitants, en évolution de +23,26 % par rapport à 2010 (Indre : −3 %, France hors Mayotte : +2,11 %).
| 1793 | 1800 | 1806 | 1821 | 1831 | 1836 | 1841 | 1846 | 1851 |
| ---- | ---- | ---- | ---- | ---- | ---- | ---- | ---- | ---- |
| 245  | 213  | 222  | 232  | 255  | 246  | 243  | 224  | 202  |

| 1856 | 1861 | 1866 | 1872 | 1876 | 1881 | 1886 | 1891 | 1896 |
| ---- | ---- | ---- | ---- | ---- | ---- | ---- | ---- | ---- |
| 224  | 216  | 186  | 174  | 189  | 210  | 216  | 189  | 193  |

| 1901 | 1906 | 1911 | 1921 | 1926 | 1931 | 1936 | 1946 | 1954 |
| ---- | ---- | ---- | ---- | ---- | ---- | ---- | ---- | ---- |
| 188  | 186  | 178  | 183  | 166  | 151  | 163  | 140  | 146  |

| 1962 | 1968 | 1975 | 1982 | 1990 | 1999 | 2006 | 2008 | 2013 |
| ---- | ---- | ---- | ---- | ---- | ---- | ---- | ---- | ---- |
| 117  | 86   | 81   | 60   | 56   | 44   | 43   | 43   | 50   |

| 2016 | - | - | - | - | - | - | - | - |
| ---- | - | - | - | - | - | - | - | - |
| 53   | - | - | - | - | - | - | - | - |

## Économie
La commune se trouvait dans la zone d’emploi de Châteauroux et dans le bassin de vie de Levroux.
La commune se trouvait dans l'aire géographique et dans la zone de production du lait, de fabrication et d'affinage du fromage Valençay.

## Culture locale et patrimoine

### Lieux et monuments
- Château
- Monument aux morts